# Albis

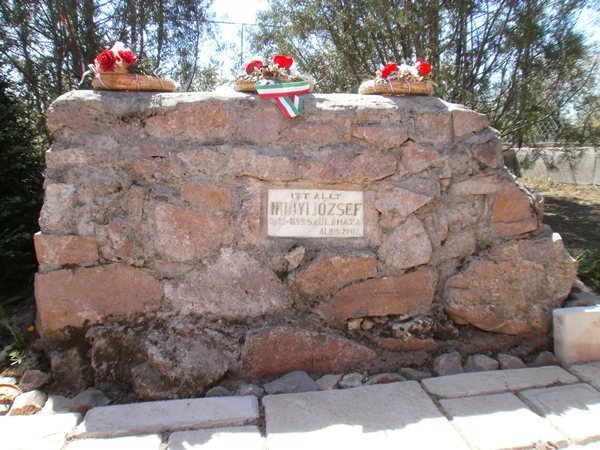
Irinyi János és Irinyi József szülőháza helyén álló emlékmű

Irinyi József mellszobra a református templomkertben

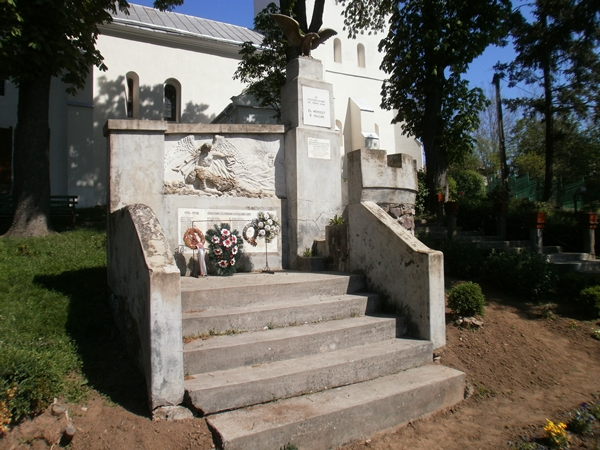
Világháborús emlékmű a templomkertben, tetején bronzból készült turulmadár-szobor

Albis (románul Albiș) falu Romániában, Bihar megyében, az Érmelléki hegylánc belső oldalán. Közigazgatásilag a tőle 1 km-re fekvő Érbogyoszlóhoz tartozik.

## Földrajzi fekvése
Albis közigazgatási szempontból a Bihar megyei Érbogyoszló községhez tartozó falu, jelenleg 2,9 km hosszú és 350 méter széles területet foglal el. Az 1964-65-ben területe pontosan egy négyzetkilométer volt. Bihar megye északnyugati részén fekszik, 11 km-re Margitta várostól.  Szomszédai: keleten Érbogyoszló, északon Adony és Ottomány, nyugaton Asszonyvására, délen, ill.  délnyugaton Apátkeresztúr és Monospetri, valamint délkeleten Margitta. A megyeszékhely, vagyis Nagyvárad 60–65 km-re található Albistól, többféleképpen lehet megközelíteni: vasúton Apátkeresztúrban, vagy pedig műúton Érbogyoszló felé. Földrajzi szempontból a falu területe a Tisza síkságának peremvidékéhez tartozik, pontosabban a Diószeg-Tasnád szubkolineáris alegységhez, valóságos átmenetet képezve a Tisza síkságát képviselő Ér völgye és a Szilágysági dombok között.

## Története
Elsőként Alba néven említik a pápai tizedjegyzékben 1333-1336-ban. Névváltozatai: 1373 – Albeus, 1427 – Albes, 1474 – Albys, majd 1828-tól az Albis nevet viseli.
Albis a Gutkeled nemzetségből származó albisi Zólyomy család ősi fészke és temetkezési helye volt.
A 16. századig a Makó család is részbirtokosa volt a településnek, azonban a család a 16. században kihalt. A török idők után több birtokosa is volt, gróf Kevenhüller József, Dietrichsten, Zichy Ferenc és gróf Stubenberg József.

## Lakossága
1720-ban kb. 100 lakosa lehetett. 1828-ban már 458 lelket, 1851-ben 1280 lakost írtak össze, bár ez utóbbi adatot vitatják. 1910-ben 1088, 1930-ban 1205, 1980-ban 1123 főt számoltak. Az 1992-es népszámlálás alapján 1054 lakóból 946 magyar, 19 román, 83 roma és 1 német.

## Híres személyek
- Irinyi János vegyész, közgazdász, publicista és forradalmár politikus[3]
- Irinyi József hírlapíró, műfordító, országgyűlési képviselő
- Sass Károly, az első honvéd hadtest tábori lelkésze.

## Nevezetességek
- Albis református temploma, amely már a 13. század végén fennállt, a romániai műemlékek jegyzékén a BH-II-m-B-01094 sorszámon szerepel.[4]
- Irinyi József mellszobra, illetve a szülőháza helyén felállított emlékmű.
- A csonka-torony maradványai.
- A szőlőhegy
- A református temető, ahol helyenként még zsidó sírok is fellelhetők.